# Leichtathletik-Europameisterschaften 2012/1500 m der Frauen

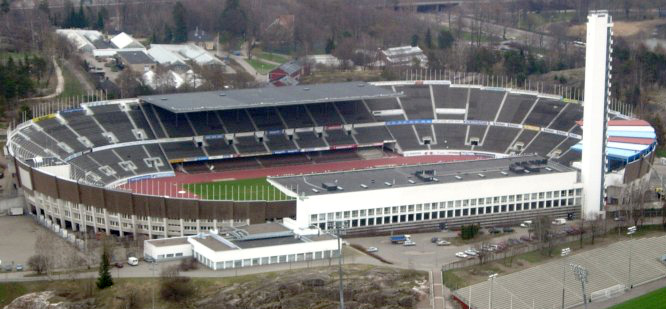
Das Olympiastadion Olympiastadion Helsinki im Jahr 2005

Der 1500-Meter-Lauf der Frauen bei den Leichtathletik-Europameisterschaften 2012 wurde am 30. Juni und 1. Juli 2012 im Olympiastadion der finnischen Hauptstadt Helsinki ausgetragen.
Europameisterin wurde die spanische Titelverteidigerin Nuria Fernández. Den zweiten Platz belegte die Deutsche Diana Sujew. Bronze ging an die Tschechin Tereza Čapková.

## Bestehende Rekorde
| Weltrekord           | 3:50,46 min | Qu Yunxia          | Peking, Volksrepublik China | 11. September 1993 |
| Europarekord         | 3:52,47 min | Tatjana Kasankina  | Zürich, Schweiz             | 13. August 1980    |
| Meisterschaftsrekord | 3:56,91 min | Tatjana Tomaschowa | EM Göteborg, Schweden       | 13. August 2006    |

Der bestehende EM-Rekord wurde bei diesen Europameisterschaften nicht erreicht. In keinem der drei Rennen dieses Wettbewerbs wurde die Zeit von 4:08 min unterboten. Die schnellste Zeit erzielte die spanische Europameisterin Nuria Fernández im Finale mit 4:08,80 min, womit sie 11,89 s über dem Rekord blieb. Zum Europarekord fehlten ihr 16,33 s, zum Weltrekord 18,34 s.

## Doping
Der 1500-Meter-Lauf war durch gleich sechs Dopingfälle belastet. Fünf der betroffenen Athletinnen erreichten das Finale und belegten dort die Ränge eins bis vier sowie Platz acht. Sie wurden nachträglich sukzessive nach jeweils immer neuem Erkenntnisstand disqualifiziert.
- Aslı Çakır Alptekin (Türkei), zunächst Erste, wurde 2013 wegen wiederholter Dopingvergehen zunächst bis 2021 gesperrt, alle ihre Ergebnisse ab Juli 2011 wurden rückwirkend annulliert.[3]
- Gamze Bulut (Türkei), zunächst Zweite, wurde 2013 wegen Verstoßes gegen die Antidopingbestimmungen für zwei Jahre gesperrt, alle ihre Ergebnisse ab Juli 2011 wurden rückwirkend annulliert.[4]
- Hanna Mischtschenko (Ukraine), zunächst Dritte. Ihre Resultate von 2012 wurden rückwirkend wegen Dopingmissbrauchs annulliert.[5]
- Jekaterina Gorbunowa (Russland), zunächst Vierte, wurde 2013 wegen anormaler Hämoglobinwerte in ihrem Biologischen Pass für zwei Jahre gesperrt, alle ihre Ergebnisse ab dem 12. Juli 2011 wurden rückwirkend annulliert.[6]
- Kristina Chalejewa, spätere Kristina Ugarova (Russland), zunächst Achte, wurde am 29. November 2016 wegen anormaler Hämoglobinwerte in ihrem Biologischen Pass für zwei Jahre gesperrt, alle ihre Ergebnisse ab dem 12. Juli 2011 wurden rückwirkend annulliert.[7]
- Anzhela Shevchenko (Ukraine), im Vorlauf ausgeschieden, wurde vom 18. Februar 2013 bis zum 17. Februar 2015 wegen abnormaler Blutwerte in ihrem Biologischen Pass disqualifiziert. Ihre Ergebnisse vom 2. Juli 2011 an wurden gestrichen.[8]

Bei so vielen Dopingfällen gab es entsprechend zahlreiche Benachteiligungen. Davon betroffen waren in erster Linie folgende acht Athletinnen:
- Die drei Medaillengewinnerinnen, die alle nicht an der Siegerehrung teilnehmen konnten und ihre Medaillen erst später erhielten mit entsprechenden Auswirkungen auf Fördergelder und Sponsoren:
  - Nuria Fernández, Spanien – Europameisterin
  - Diana Sujew, Deutschland – Silbermedaillengewinnerin
  - Tereza Čapková, Tschechien – Bronzemedaillengewinnerin
- Fünf Läuferinnen wurde die Teilnahme am Finale verwehrt:
  - Luiza Gega, Albanien – qualifiziert über ihren vierten Platz im zweiten Vorlauf
  - Hind Dehiba, Frankreich – qualifiziert über die Zeitregel
  - Denise Krebs, Deutschland – qualifiziert über die Zeitregel
  - Ioana Doagă, Rumänien – qualifiziert über die Zeitregel
  - Angelika Cichocka, Polen – qualifiziert über die Zeitregel

## Legende
Kurze Übersicht zur Bedeutung der Symbolik – so üblicherweise auch in sonstigen Veröffentlichungen verwendet:
| DSQ | disqualifiziert                       |
| DOP | wegen Dopingvergehens disqualifiziert |
| IWR | Internationale Wettkampfregeln        |
| TR  | Technische Regeln                     |

## Vorrunde
30. Juni 2012, 12:10 Uhr
Die Vorrunde wurde in zwei Läufen durchgeführt. Die ersten vier Athletinnen pro Lauf – hellblau unterlegt – sowie die darüber hinaus vier zeitschnellsten Läuferinnen – hellgrün unterlegt – qualifizierten sich für das Halbfinale. Fünf der sechs Dopingsünderinnen waren unter den Sportlerinnen, die sich die Berechtigung zur Teilnahme am Finale erliefen.

### Vorlauf 1

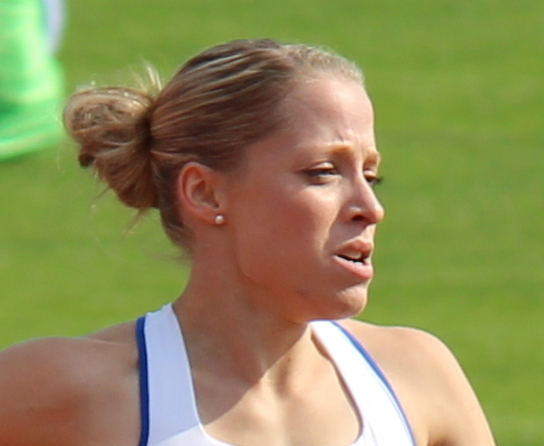
Denise Krebs – ihre Finalteilnahme wurde durch die erst nachträglich erfolgte Disqualifikation der Dopingsünderinnen verhindert
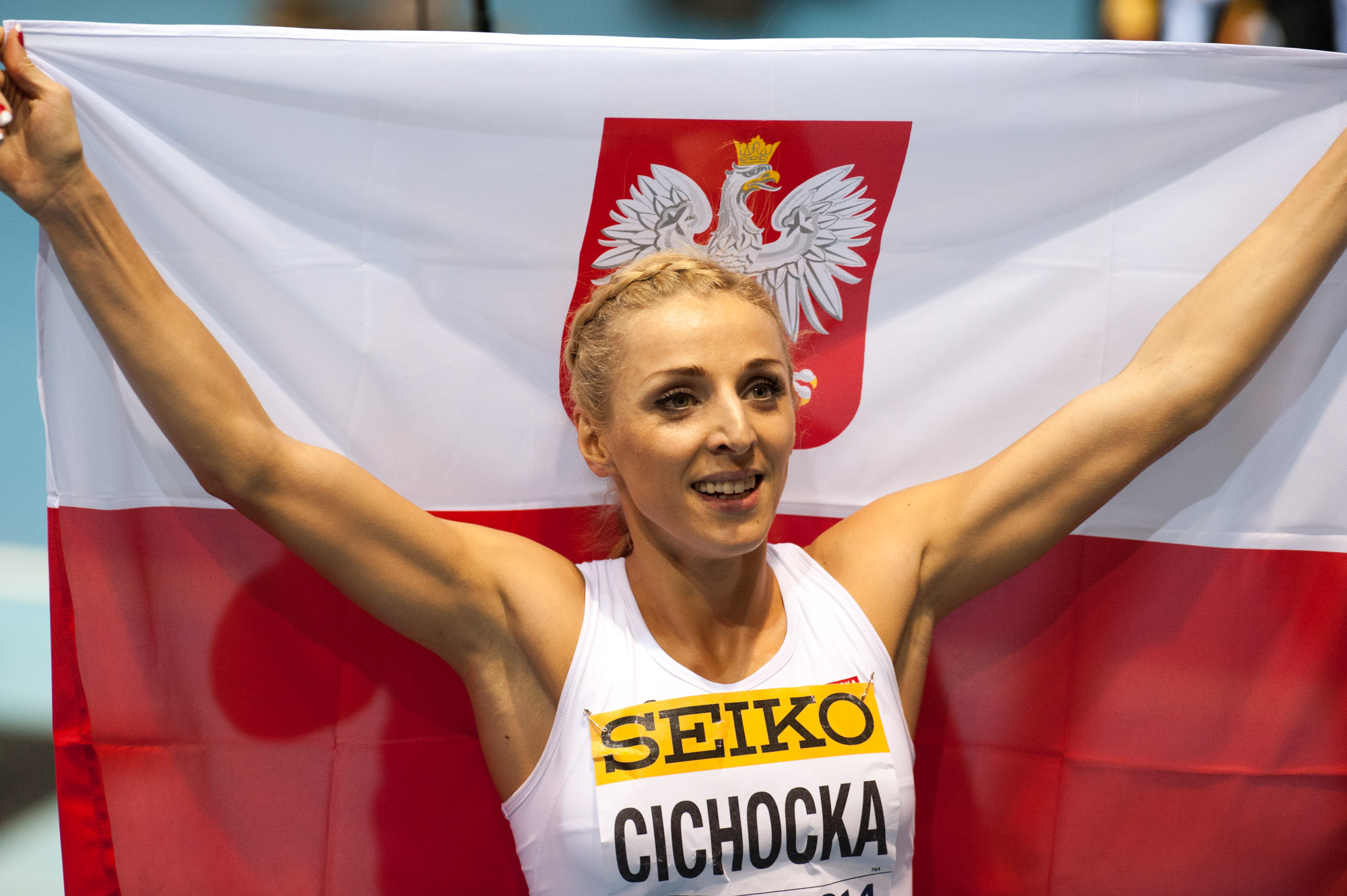
Auch Angelika Cichocka hätte die Berechtigung zur Finalteilnahme gehabt

| Platz | Name                | Nation         | Zeit (min) | Anmerkung                              |
| ----- | ------------------- | -------------- | ---------- | -------------------------------------- |
| 1     | Isabel Macías       | Spanien        | 4:10,06    |                                        |
| 2     | Tereza Čapková      | Tschechien     | 4:10,22    |                                        |
| 3     | Diana Sujew         | Deutschland    | 4:10,76    |                                        |
| 4     | Marina Munćan       | Serbien        | 4:12,33    |                                        |
| 5     | Hind Dehiba         | Frankreich     | 4:12,79    | eigentlich für das Finale qualifiziert |
| 6     | Denise Krebs        | Deutschland    | 4:12,85    | eigentlich für das Finale qualifiziert |
| 7     | Ioana Doagă         | Rumänien       | 4:13,73    | eigentlich für das Finale qualifiziert |
| 8     | Angelika Cichocka   | Polen          | 4:14,59    | eigentlich für das Finale qualifiziert |
| 9     | Ciara Mageean       | Irland         | 4:19,23    |                                        |
| DSQ   | Charlene Thomas     | Großbritannien |            | IWR 163, TR17.3.2 – Bahnübertreten     |
| DOP   | Hanna Mischtschenko | Ukraine        | 4:08,95    | für das Finale zugelassen              |
| DOP   | Aslı Çakır Alptekin | Türkei         | 4:09,44    | für das Finale zugelassen              |
| DOP   | Kristina Chalejewa  | Russland       | 4:09,69    | für das Finale zugelassen              |

### Vorlauf 2

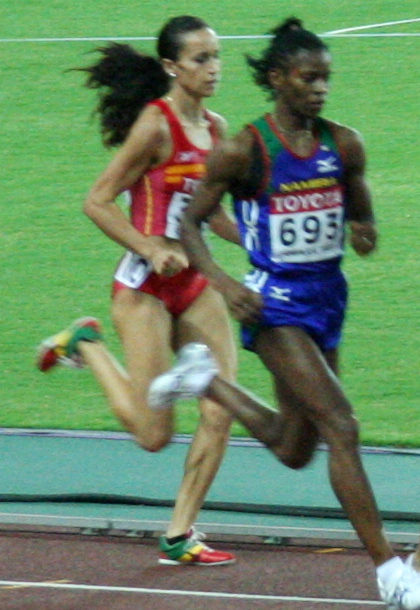
Iris María Fuentes-Pila erreichte als Sechstplatzierte ihres Vorlaufs nicht das Finaler
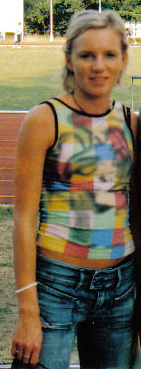
Lidia Chojecka blieb mit ihrer Zeit von über 4:20 min chancenlos
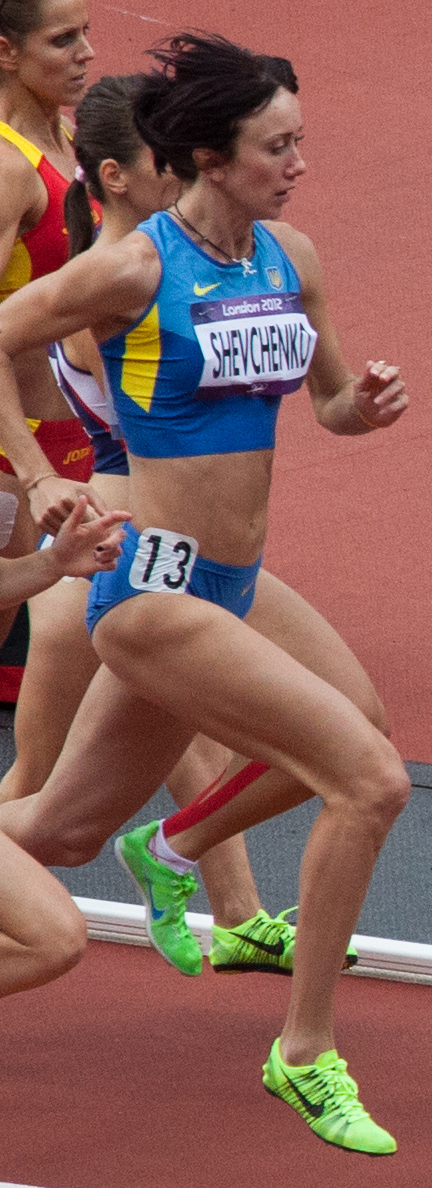
Anzhela Shevchenko scheiterte in ihrem Vorlauf und wurde außerdem nachträglich wegen Verstoßes gegen die Dopingbestimmungen disqualifiziert

| Platz | Name                    | Nation      | Zeit (min) | Anmerkung                              |
| ----- | ----------------------- | ----------- | ---------- | -------------------------------------- |
| 1     | Corinna Harrer          | Deutschland | 4:11,59    |                                        |
| 2     | Nuria Fernández         | Spanien     | 4:11,77    |                                        |
| 3     | Ingvill Måkestad Bovim  | Norwegen    | 4:11,97    |                                        |
| 4     | Luiza Gega              | Albanien    | 4:12,54    | eigentlich für das Finale qualifiziert |
| 5     | Johanna Lehtinen        | Finnland    | 4:14,83    |                                        |
| 6     | Iris María Fuentes-Pila | Spanien     | 4:15,95    |                                        |
| 7     | Sonja Roman             | Slowenien   | 4:16,68    |                                        |
| 8     | Tuğba Karakaya          | Türkei      | 4:19,58    |                                        |
| 9     | Orla Drumm              | Irland      | 4:19,61    |                                        |
| 10    | Lidia Chojecka          | Polen       | 4:20,66    |                                        |
| DOP   | Jekaterina Gorbunowa    | Russland    | 4:11,58    | für das Finale zugelassen              |
| DOP   | Gamze Bulut             | Türkei      | 4:11,68    | für das Finale zugelassen              |
| DOP   | Anzhela Shevchenko      | Ukraine     | 4:17,41    |                                        |

## Finale

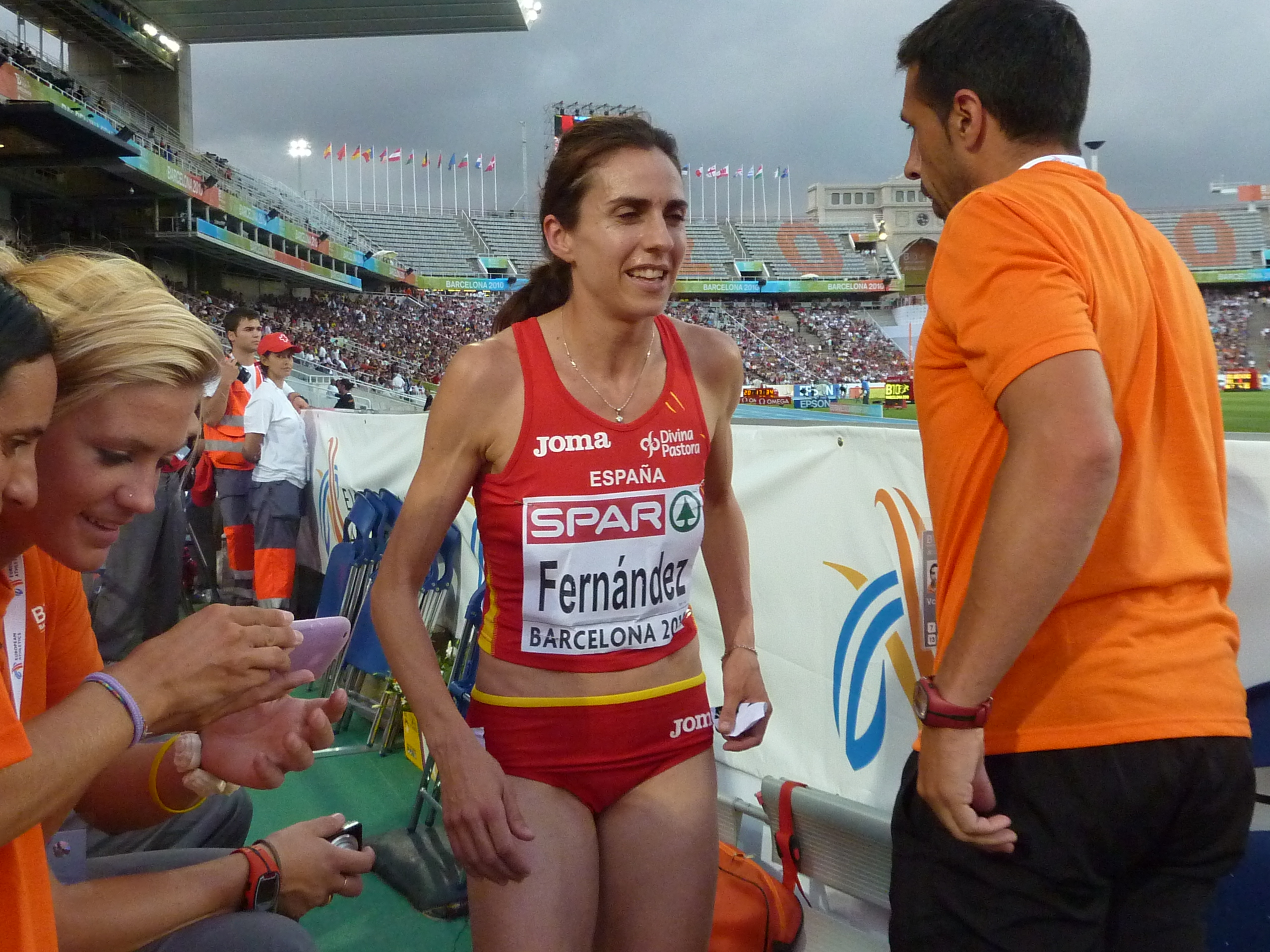
Nuria Fernández konnte ihren Titel letztendlich doch erfolgreich verteidigen

1. Juli 2012, 16:10 Uhr
| Platz | Name                   | Nation      | Zeit (min) |
| ----- | ---------------------- | ----------- | ---------- |
| 1     | Nuria Fernández        | Spanien     | 4:08,80    |
| 2     | Diana Sujew            | Deutschland | 4:09,28    |
| 3     | Tereza Čapková         | Tschechien  | 4:10,17    |
| 4     | Corinna Harrer         | Deutschland | 4:10,38    |
| 5     | Isabel Macías          | Spanien     | 4:11,12    |
| 6     | Ingvill Måkestad Bovim | Norwegen    | 4:13,32    |
| 7     | Marina Munćan          | Serbien     | 4:15,63    |
| DOP   | Aslı Çakır Alptekin    | Türkei      | 4:05,31    |
| DOP   | Gamze Bulut            | Türkei      | 4:06,04    |
| DOP   | Hanna Mischtschenko    | Ukraine     | 4:07.74    |
| DOP   | Jekaterina Gorbunowa   | Russland    | 4:08,63    |
| DOP   | Kristina Chalejewa     | Russland    | 4:10,26    |

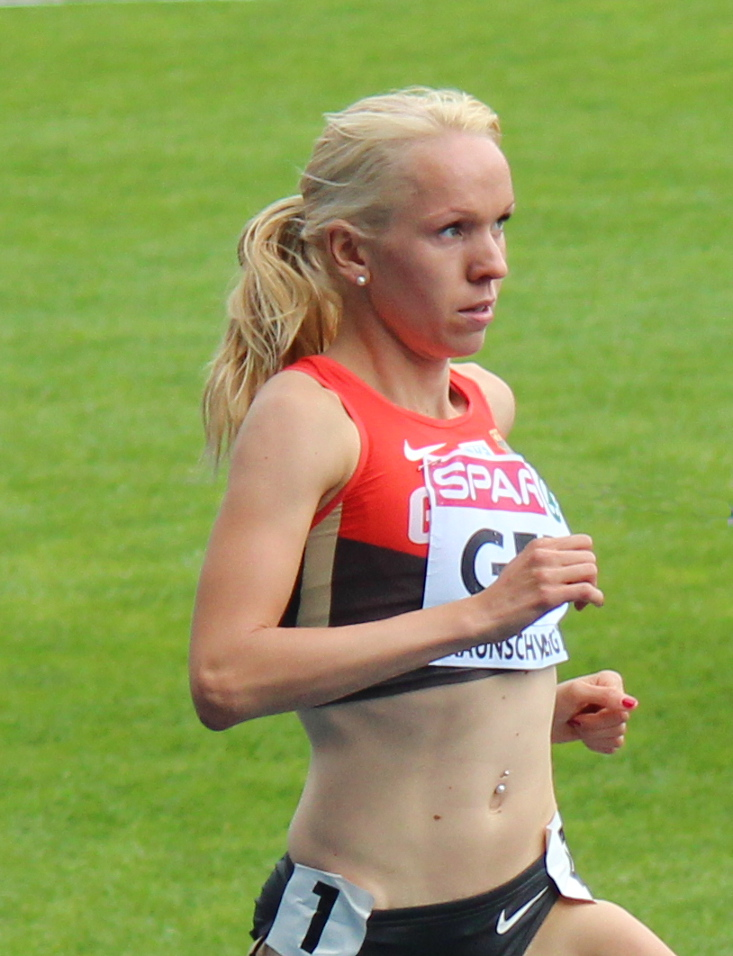
Silbermedaillengewinnerin Diana Sujew
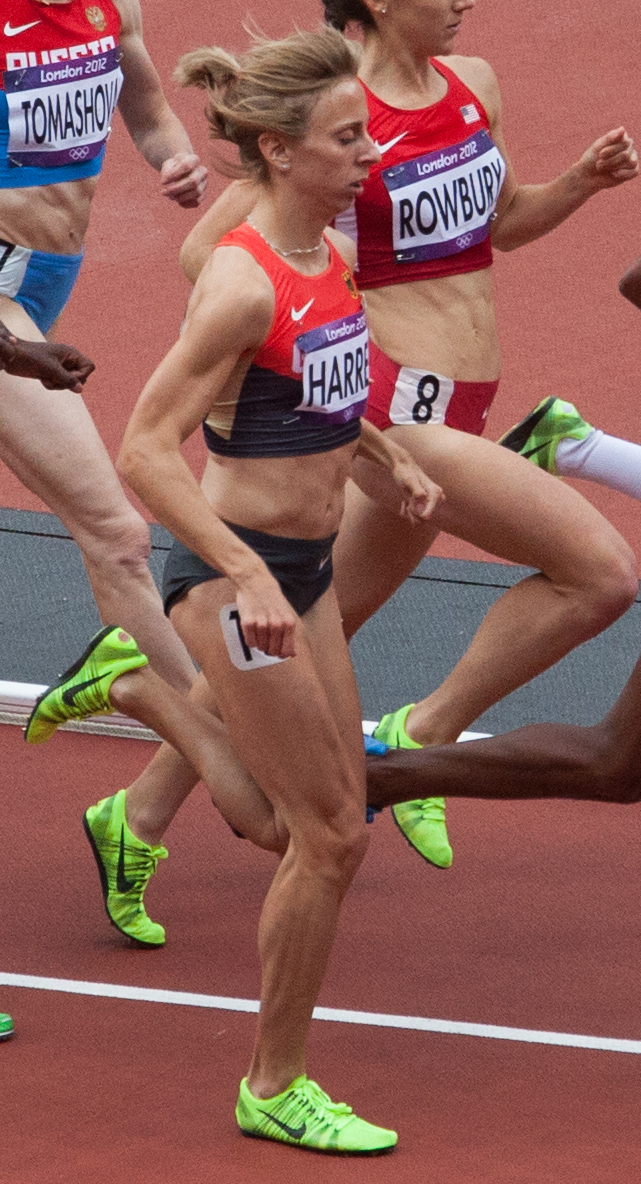
Corinna Harrer kam auf den vierten Platz
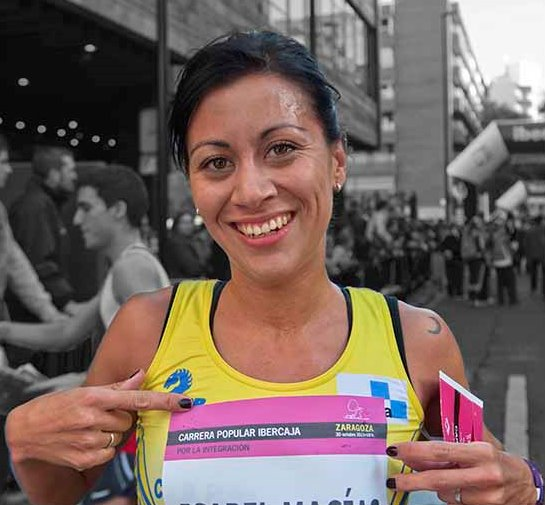
Isabel Macías belegte Rang fünf

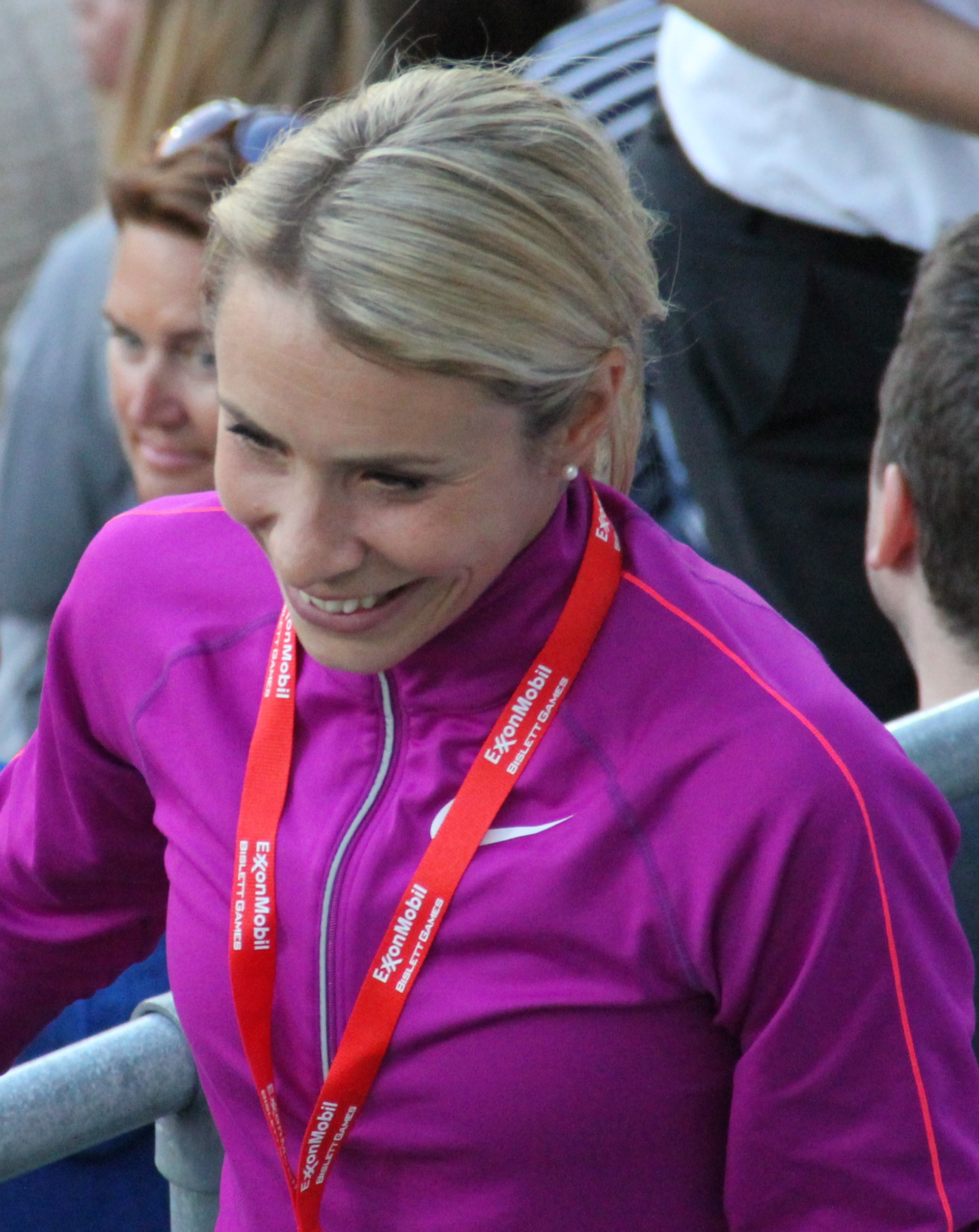
Ingvill Måkestad Bovim wurde Sechste
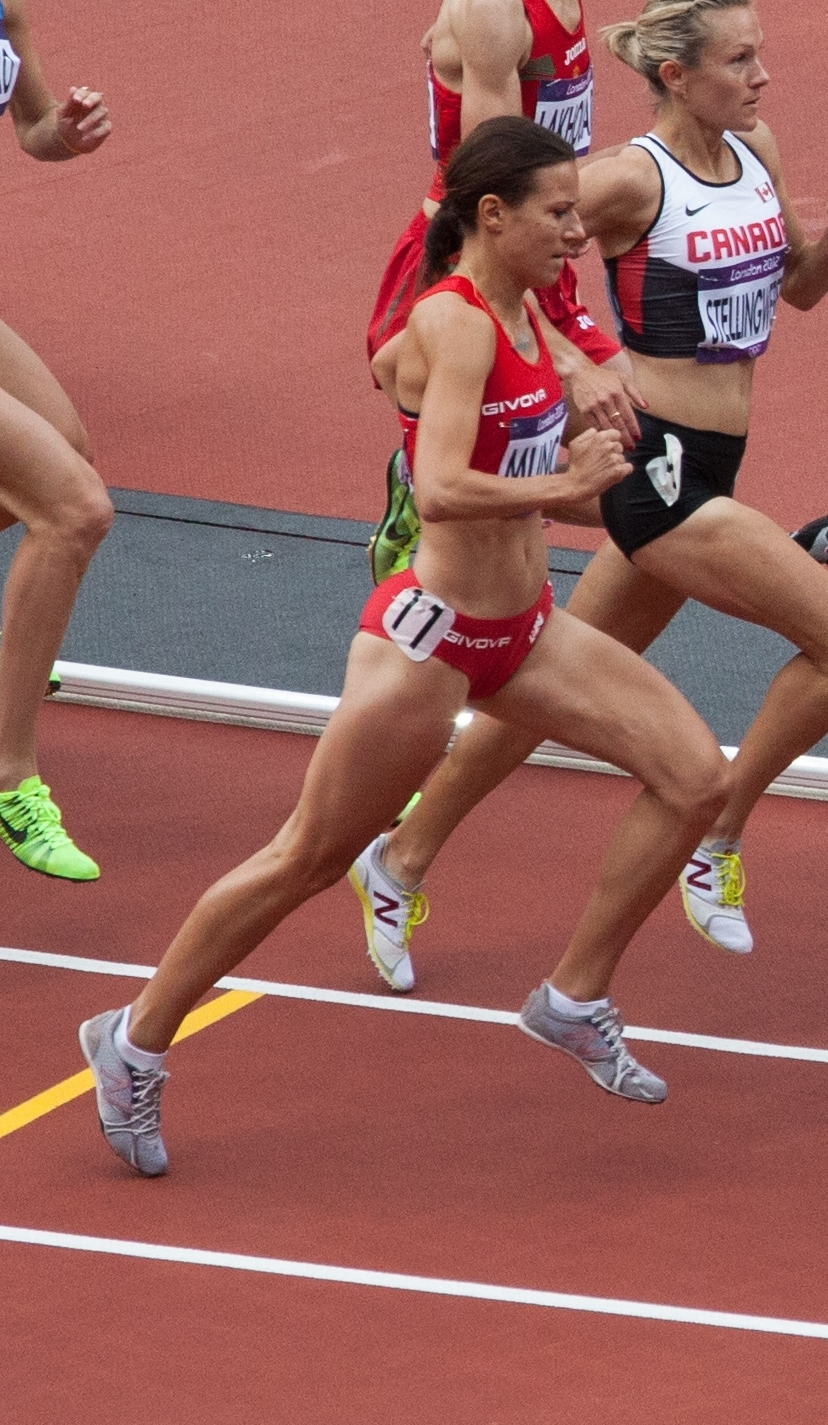
Marina Munćan (im Vordergrund) erreichte Platz sieben
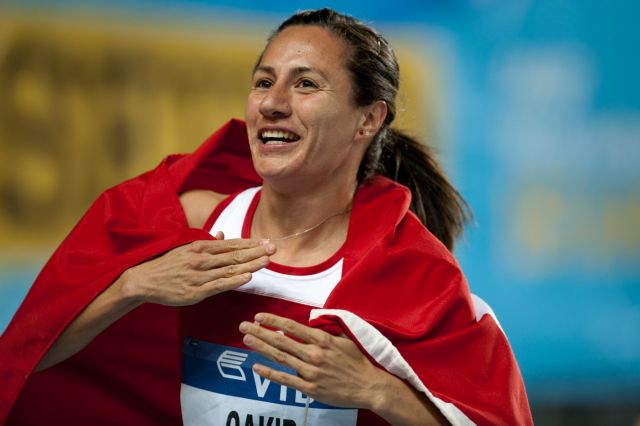
Aslı Çakır Alptekin – als Doperin erwischt und nachträglich disqualifiziert
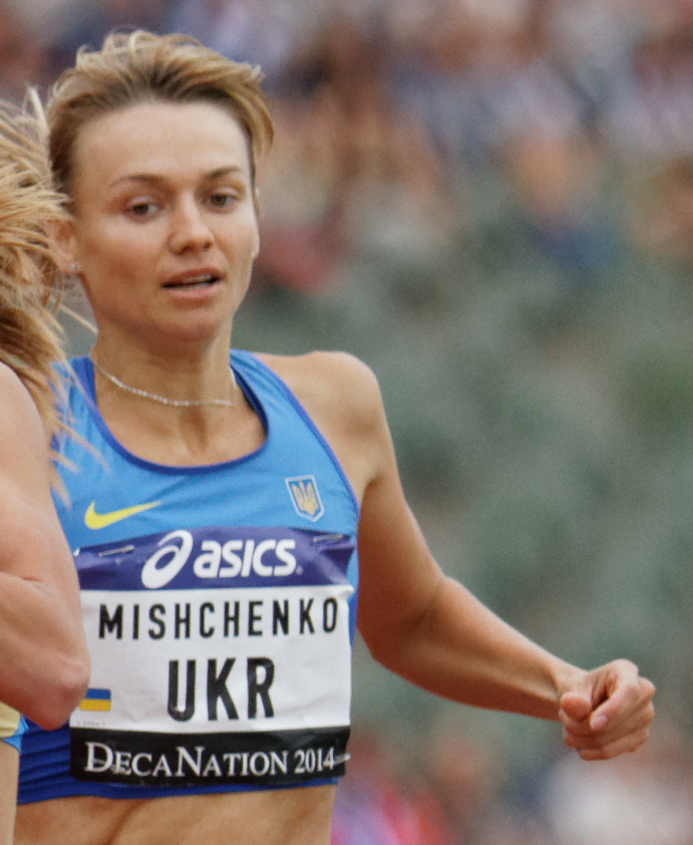
Hanna Mischtschenko – als Doperin erwischt und nachträglich disqualifiziert

## Videolinks
- 1500 m women semifinals European Athletics Championships Helsinki 2012 youtube.com, abgerufen am 2. März 2023
- 1500 m women semifinals European Athletics Championships Helsinki 2012 youtube.com, abgerufen am 2. März 2023